# 大﨑琴未
大﨑 琴未（おおさき ことみ、2000年8月23日 - ）は、日本の女子バレーボール選手。

## 来歴
島根県浜田市出身。3人兄弟の長女（兄と弟がいる）。兄はプロバスケットボール選手の大﨑翔太。小学5年生のとき、友人の影響を受けてバレーボールを始めた。
下北沢成徳高等学校時代は、石川真佑や野呂加南子と共にチームの主力として、3年生の時は2019年1月の春高バレーこそ準決勝で敗れたものの、平成30年度全国高等学校総合体育大会（サオリーナ）および第73回国民体育大会（三国体育館）との二冠を達成した。
2019年1月には石川、野呂、そして水杉玲奈と共に東レアローズへの入団（内定）が決まる。リーグ戦デビューに先だって8月には日本B代表のメンバーに、チームメイトの関菜々巳、水杉玲奈、石川と共に選出され、2019年バレーボール女子アジア選手権では、予選リーグのオーストラリア戦でサービスエースを連発するなど勝利に貢献。準決勝でキム・ヨンギョン擁する韓国を破るなど若手主体のチームながら優勝、という快挙の一員となった。
チームとしては2019/20シーズンの11月9日に行われたPFUブルーキャッツ戦にてVリーグデビューを果たした。同シーズンは4セットの出場にとどまったものの、2020/21シーズンはリリーフサーバーを中心に出場機会が増加。初得点もサーブによるものだった（2021年2月7日トヨタ車体クインシーズ戦）。続いて行われたVCupではミドルブロッカーとして全試合にスタメン出場、経験を積んだ。
2021/22シーズンは12月に行われた皇后杯決勝でスタメン出場するなど、同じポジションの井上奈々朱とレギュラーを争う中、出場機会も増えチームのレギュラーラウンド2位に貢献した。
2022/23シーズンから水杉と共に副キャプテンに就任するなど、チームの主力として活躍を見せた。
2023/24シーズンをもって退団。6月にデンソーエアリービーズ入団が発表された。

## 所属チーム
- 浜田市立国府小学校（スポーツ少年団）[2]
- 浜田市立浜田東中学校[2]
- 下北沢成徳高等学校[21]
- 東レアローズ #19→#14→#12（2019-2024年）
- デンソーエアリービーズ（2024年-）

## 球歴
- 日本代表（Bチーム） - 2019年
  - バレーボールアジア選手権 - 2019年バレーボール女子アジア選手権（優勝）[10]

## 個人成績
V.LEAGUEの個人成績は下記の通り（ファイナルステージ、VCup含む）。
| 大会            | チーム          | 出場     | 出場        | アタック | アタック | アタック | アタック | バックアタック | バックアタック | バックアタック | バックアタック | アタック 決定本数 | ブロック | ブロック       | サーブ | サーブ         | サーブ   | サーブ | サーブ | サーブ   | サーブレシーブ | サーブレシーブ | サーブレシーブ | サーブレシーブ | 総得点      | 総得点      | 総得点   | 総得点      |
| --------------- | --------------- | -------- | ----------- | -------- | -------- | -------- | -------- | -------------- | -------------- | -------------- | -------------- | ----------------- | -------- | -------------- | ------ | -------------- | -------- | ------ | ------ | -------- | -------------- | -------------- | -------------- | -------------- | ----------- | ----------- | -------- | ----------- |
| 大会            | チーム          | 試 合 数 | セ ッ ト 数 | 打 数    | 得 点    | 失 点    | 決 定 率 | 打 数          | 得 点          | 失 点          | 決 定 率       | セ ッ ト 平 均    | 得 点    | セ ッ ト 平 均 | 打 数  | ノ 丨 タ ッ チ | エ 丨 ス | 失 点  | 効 果  | 効 果 率 | 受 数          | 成 功 ・ 優    | 成 功 ・ 良    | 成 功 率       | ア タ ッ ク | ブ ロ ッ ク | サ 丨 ブ | 得 点 合 計 |
| V1 2019-20      | 東レ            | 24       | 4           | 0        | 0        | 0        | -        | 0              | 0              | 0              | -              | -                 | 0        | -              | 1      | 0              | 0        | 0      | 1      | 25.0     | 0              | 0              | 0              | -              | 0           | 0           | 0        | 0           |
| V1 2020-21      | 東レ            | 27       | 37          | 36       | 8        | 1        | 22.2     | 1              | 0              | 0              | 0.0            | 0.22              | 8        | 0.22           | 93     | 1              | 1        | 7      | 31     | 8.6      | 7              | 4              | 2              | 71.4           | 8           | 8           | 2        | 18          |
| V1 2021-22      | 東レ            | 34       | 45          | 83       | 40       | 2        | 48.2     | 0              | 0              | 0              | -              | 0.89              | 16       | 0.36           | 166    | 4              | 5        | 13     | 36     | 8.9      | 13             | 8              | 3              | 73.1           | 40          | 16          | 9        | 65          |
| V1 2022-23      | 東レ            | 33       | 93          | 180      | 85       | 8        | 47.2     | 0              | 0              | 0              | -              | 0.91              | 42       | 0.45           | 313    | 3              | 10       | 23     | 89     | 9.4      | 35             | 20             | 4              | 62.9           | 85          | 42          | 13       | 140         |
| V1 2023-24      | 東レ            | 27       | 76          | 241      | 109      | 12       | 45.2     | 0              | 0              | 0              | -              | 1.43              | 36       | 0.47           | 261    | 0              | 14       | 19     | 78     | 11.0     | 41             | 27             | 5              | 72.0           | 109         | 36          | 14       | 159         |
| 通算：5シーズン | 通算：5シーズン | 145      | 255         | 540      | 242      | 23       | 44.8     | 1              | 0              | 0              | 0.0            | 0.95              | 102      | 0.40           | 834    | 8              | 30       | 62     | 235    | 9.7      | 96             | 59             | 14             | 68.8           | 242         | 102         | 38       | 382         |

## 出演

### YouTube
【カンテレ公式】カンテレバレーボール チャンネル 
- 東レアローズ・大﨑琴未選手にお願いがあります！【月刊＃Vウエスト】１０ 月「企画会議に潜入」第２セット＜2021年10月29日＞（2021年10月29日）
- 新鍋理沙×東レアローズ・大﨑琴未　SPインタビュー「はじめましての大﨑選手に直談判！！」【バレー・Vリーグ　天皇杯・皇后杯、真っ只中に直撃！】（2021年12月18日）